# Flyvefisken-klassen
Flyvefisken-klassen (også kendt som Standard Flex 300 eller SF300) er en af søværnets skibsklasser, oprindeligt bestående af 14 enheder.
De 14 enheder er bygget over tre serier. Den første serie er P550-P556, der har fiskenavne, anden serie er P557-P562, der har fuglenavne og den tredje er Søløven (P563). Oprindeligt var der planlagt yderligere 3 enheder, således at i alt 17 enheder skulle bygges. Enhederne er i princippet blot platforme for modulære våben- og sensorsystemer og kan, alt efter hvilke (container-) moduler der anvendes, bruges i følgende roller: Overvågning og forureningsbekæmpelse, søopmåling, kamp (enten antiubådskrigsførelse eller overfladekrigsførelse), minerydning (MCM) eller minelægning.
I 2007 blev tre enheder solgt til den litauiske flåde. Den 30. maj 2008 blev Flyvefisken (P550) overdraget og fik navnet Žemaitis (P11), Hajen (P551) blev overdraget 23. januar 2009 og fik navnet Dzūkas (P12). Den 3 enhed, Lommen (P559), blev overdraget 28. januar 2010 og fik navnet Aukštaitis (P14). Alle tre skibe fungerer nu som patruljefartøjer i litauisk tjeneste.
Den 7. oktober 2010 blev kommandoen strøget på næsten samtlige resterende danske fartøjer i Flyvefisken-klassen. Kun Søløven (P563) og Havkatten (P552) fortsatte under kommando. Søløven er blevet ombygget til dykkerskib som erstatning for Læsø (Y307) og Havkatten fortsatte som minerydningsfartøj frem til et nyt minerydningssystem var klar til at overtage mineberedskabet. Havkatten strøg kommando den 12. januar 2012 og dermed er Søløven den eneste tilbageværende enhed af denne skibsklasse i dansk tjeneste.. 
Kommandostrygningen 7. oktober 2010 fandt sted på Flådestation Korsør under overværelse af bl.a. chefen for Søværnets Operative Kommando, kontreadmiral Finn Hansen.
Seks udfasede skibe i klassen blev solgt og tre ophugget. Den 23. oktober 2014 købte den portugisiske flåde fire af skibene i klassen; Viben, Ravnen, Glenten og Skaden. Disse skal moderniseres på et portugisisk værft og skal efter planen indsættes i kystnære operationer de kommende mindst 10 til 15 år. Efterfølgende købte Portugal også Gribben.[kilde mangler] Viben forlod Korsør 30. april, gik gennem Kielerkanalen og ankom til Lissabon 15. maj 2015. De sidste blev afhentet af slæbebåden Montenovo den 7. august 2015.
I løbet af skibsklassens tjenestetid i Søværnet har skibene deltaget i et antal nationale og internationale operationer som blandt andet UNIFIL (United Nations Interim Force In Lebanon) og Operation Active Endeavour.

## StanFlex-systemet
Flyvefisken-klassen var i sin tid meget banebrydende i deres grundlæggende design, der bygger over et modulært containersystem kaldet StanFlex. Skibene er standardiserede skrog bygget i glasfiber-sandwich fra køl til mastetop. De kan skifte mellem deres forskellige roller på under 48 timer.
Rollerne, som skibene kan konfigureres til, er:
- Overvågning
- Forureningsbekæmpelse
- Søopmåling
- Kamp, der endvidere er delt op i enten ASuW (Overfladekrigsførelse) eller ASW (Antiubådskrigsførelse), hvor udrustningen kan variere alt efter det skønnede behov for bevæbning.
- MCM (Minerydning/minestrygning)
- Minelægning (klassen har kapacitet til 60 miner om bord)

Hver container er på 3,5 x 3 x 2,5 meter. En container står på skibets fordæk (typisk med en kanon) og tre andre står på agterdækket, bagved overbygning og skorsten.
På grund af byggematerialet er skibene umagnetiske og med en reduceret synlighed på radar delvis på grund af udformningen af detaljer.

## Afløste tre fartøjsklasser
Flyvefisken-klassen afløste tre vidt forskellige fartøjsklasser i Søværnet. Seks torpedobåde af Søløven-klassen (1965-90), seks minestrygere af Sund-klassen (1955-99) og otte bevogtningsfartøjer af Daphne-klassen (1961-91). Grundet containermodulerne og moderne teknik og taktik var dette muligt. 
De gamle fartøjstyper anvendte taktikker fra 2. verdenskrig, hvor Søløven-klassen var lette krydsfinérbåde med tre gasturbiner, der med 54 knob sejlede hen til fjendens skibe for at affyre torpedoerne på nært hold. Så hurtig er Flyvefisken-klassen ikke, men dets Harpoon-missiler klarer opgaven. 
Sund-klassen var bygget i træ med bronze og andre umagnetiske materialer. De strøg miner ved at gennemsejle minefeltet med paravaner på slæb, der udløste bundminerne eller overskar ankerkæderne til hornminerne. Flyvefisken-klassen lokaliserer minerne vha. sonar og bortsprænger dem derefter enkeltvis. 
Daphne-klassen bekæmpede ubåde ved at sejle hen over dem for at kaste dybdebomber ned til den dybde, ubåden var i. Flyvefisken-klassen bekæmpede ubåde med målsøgende torpedoer.

## Skibe i klassen
| Pnt.           | Navn                      | Kølen lagt      | Søsat             | Indgået                                           | Navngivet af                                        | Skæbne                                                                                            | Kaldesignal    |
| -------------- | ------------------------- | --------------- | ----------------- | ------------------------------------------------- | --------------------------------------------------- | ------------------------------------------------------------------------------------------------- | -------------- |
| P11 (ex-P550)  | Žemaitis (ex-Flyvefisken) | 15. august 1985 | 26. april 1986    | Danmark: 19. december 1989 Litauen: 30. maj 2008  | H.M. Dronning Margrethe II                          | Overdraget til Litauen 2008, i aktiv tjeneste                                                     | LYPA (ex-OVDA) |
| P12 (ex-P551)  | Dzūkas (ex-Hajen)         | Februar 1988    | 6. august 1989    | Danmark: 19. august 1990 Litauen: 23. januar 2009 | Admiral S.E. Thiede                                 | Overdraget til Litauen 2009, i aktiv tjeneste                                                     | LYPC (ex-OVDB) |
| P552           | Havkatten                 | August 1988     | 13. januar 1990   | 1. november 1990                                  | Skibsreder Mærsk Mc-Kinney Møller                   | Udfaset 12. januar 2012 og solgt til Litauen for 6,5 mio. euro, i operativ tjeneste som P15 Selis | OVDC           |
| P553           | Laxen                     | Marts 1988      | 20. maj 1990      | 12. marts 1991                                    | H.K.H. Prins Henrik, Prinsgemalen                   | Udfaset 7. oktober 2010 og senere ophugget                                                        | OVDD           |
| P554           | Makrelen                  | December 1988   | 8. januar 1991    | 4 oktober 1991                                    | General J. Lyng                                     | Udfaset 7. oktober 2010 og senere ophugget                                                        | OVDE           |
| P555           | Støren                    | August 1989     | 1. september 1991 | 24. april 1992                                    | Departementschef (Forsvarsm.) M. Christiansen       | Udfaset 7. oktober 2010 og senere ophugget                                                        | OVDF           |
| P556           | Sværdfisken               | -               | 1. september 1991 | 1. februar 1992                                   | Forsvarsminister Knud Enggaard                      | Udfaset 2. august 2006 og senere hugget op                                                        | OVDG           |
| P592 (Ex-P557) | Mondego (ex-Glenten)      | -               | 1992              | 1. februar 1992                                   | Viceadmiral H.J. Garde                              | Solgt til Portugal pr. 23/10-2014, afventer modernisering på portugisisk værft.                   | OVDH           |
| Ex P558        | Gribben                   | -               | 1992              | 1. juli 1993                                      | Kontreadmiral K.E.J Borck                           | Solgt til Portugal.                                                                               | OVDI           |
| P14 (ex-P559)  | Aukštaitis (ex-Lommen)    | -               | 1993              | Danmark: 21. januar 1994 Litauen: 28. januar 2010 | Forsvarsminister Hans Hækkerup                      | Overdraget til Litauen 2010, i aktiv tjeneste                                                     | LYPB (ex-OVDJ) |
| P591 (ex-P560) | Douro (ex-Ravnen)         | -               | 1994              | 7. oktober 1994                                   | Farvandsdirektør S.T. Petersen                      | Solgt til Portugal pr. 23/10-2014, afventer modernisering på portugisisk værft.                   | OVDK           |
| P593 (ex-P561) | Guadiana (ex-Skaden)      | -               | 1994              | 10. april 1995                                    | Departementschef (Forsvarsministeriet) A. Troldborg | Solgt til Portugal pr. 23/10-2014, afventer modernisering på portugisisk værft.                   | OVDL           |
| P590 (ex-P562) | Tejo (ex-Viben)           | -               | 1995              | 15. januar 1996                                   | Erhvervsminister Mimi Jacobsen                      | Solgt til Portugal pr. 23/10-2014, afventer modernisering på portugisisk værft.                   | OVDM           |
| Y311 (ex-P563) | Søløven                   | -               | 1995              | 27. maj 1996                                      | H.M. Dronning Ingrid                                | Ombygget til dykkerskib 2010-2011                                                                 | OVDN           |

## Organisering i dansk tjeneste
I de sidste år af skibenes tjeneste i Søværnet, fungerede de mere eller mindre i faste roller da man havde erkendt at selve ideen med udskiftelige roller var god, men mandskabet på de forskellige skibe havde ikke ekspertisen til at kunne fungere optimalt i alle de forskellige roller. Den 6. oktober 2010 var skibene i dansk tjeneste derfor organiseret på følgende måde:
- 1. Eskadre
  - Division 13 – Farvandsovervågningsdivisionen
    - P558 Gribben
    - P563 Søløven
- 2. Eskadre
  - Division 23 – Minerydningsdivisionen
    - P552 Havkatten
    - P553 Laxen
    - P554 Makrelen
    - P555 Støren

  - Division 24 – Missilfartøjsdivisionen
    - P557 Glenten
    - P560 Ravnen
    - P561 Skaden
    - P562 Viben